# Assemblée générale du New Jersey
Pour les autres articles nationaux ou selon les autres juridictions, voir Assemblée générale (homonymie).
220e législature du New Jersey
Capitole de l'État du New Jersey
L'Assemblée générale du New Jersey (en anglais : New Jersey General Assembly) est la chambre basse de la législature du New Jersey, l'organe législatif de cet État américain.

## Historique
À la suite des élections de novembre 2019, le Parti démocrate détient 52 des 80 sièges de l'Assemblée générale. Il perd deux sièges par rapport aux élections de 2017.

## Système électoral
L'Assemblée générale est composée de 80 sièges pourvus pour deux ans au scrutin binominal majoritaire à un tour dans 40 circonscriptions de deux sièges chacune. Les électeurs de chaque circonscription disposent de deux voix qu'ils répartissent aux candidats de leur choix, à raison d'une voix par candidat. Après décompte des suffrages, les deux candidats ayant reçu le plus de voix sont élus.
L'Assemblée fait partie des rares législatures américaines à être renouvelée toutes les années impaires. Pour être élu à l'Assemblée générale, un candidat doit avoir au moins 21 ans, résider dans le New Jersey depuis deux ans et vivre dans la circonscription où il se présente.

## Présidence
L'Assemblée est présidée par un speaker, considéré comme la troisième personnalité politique la plus puissante du New Jersey. En janvier 2018, le démocrate Craig Coughlin prend la présidence de l'Assemblée générale, en remplacement d'un autre démocrate Vincent Prieto (2016-2018).